# Henny Keetelaar
Hendrikus Zacharias "Henny" Keetelaar, född 23 januari 1927 i Hilversum, död 28 januari 2002 i Alphen aan den Rijn, var en nederländsk vattenpolospelare. Han representerade Nederländerna vid olympiska sommarspelen 1948 i London.
Keetelaar spelade två matcher i den olympiska vattenpoloturneringen 1948. Han tog EM-guld 1950 i Wien.